# Кори (лунный кратер)
Кори (лат. Cori) — крупный древний ударный кратер в южном полушарии обратной стороны Луны. Название присвоено в честь американского биохимика Герти Терезы Кори (1896—1957) и утверждено Международным астрономическим союзом в 1979 году. Образование кратера относится к нектарскому периоду.

## Описание кратера

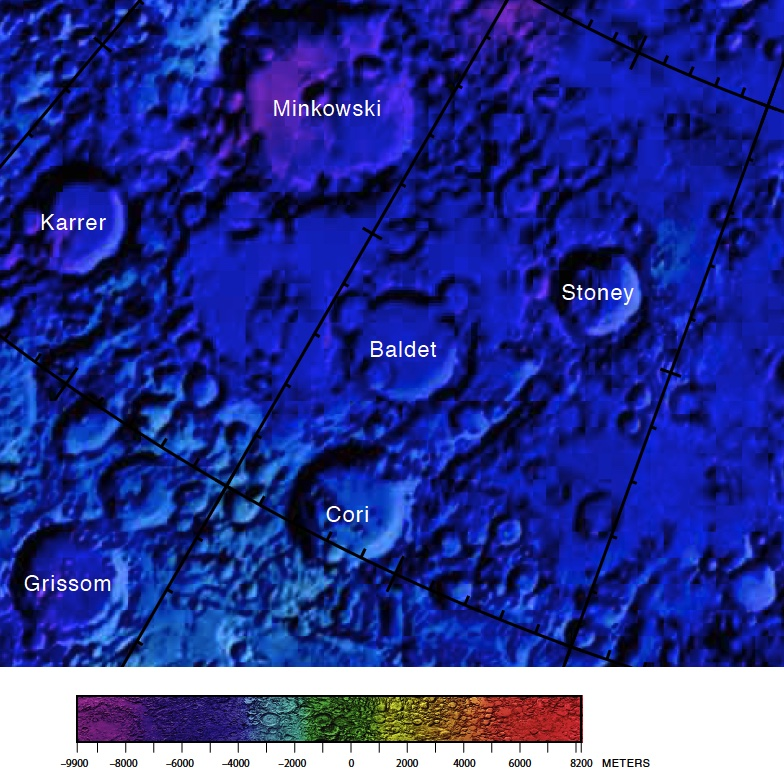
Окрестности кратера Кори. Фрагмент карты области южного полюса Луны.

Ближайшими соседями кратера Кори являются кратер Гриссом на северо-востоке; кратер Каррер на востоке-юго-востоке; кратер Бальде на юге и кратер Стоней на юге-юго-западе. Селенографические координаты центра кратера 50°29′ ю. ш. 152°55′ з. д. / 50,48° ю. ш. 152,91° з. д., диаметр 67,2 км, глубина 2,7 км.
Кратер Кори имеет полигональную форму и значительно разрушен. Вал сглажен, в северной части перекрыт приметным одиночным кратером. У подножия западной части внутреннего склона видны осыпи пород. Высота вала над окружающей местностью достигает 1250 м, объем кратера составляет приблизительно 3700 км3. Дно чаши сравнительно ровное, испещрено множеством мелких кратеров, в восточной части чаши у подножия внутреннего склона находится приметный кратер.

## Сателлитные кратеры

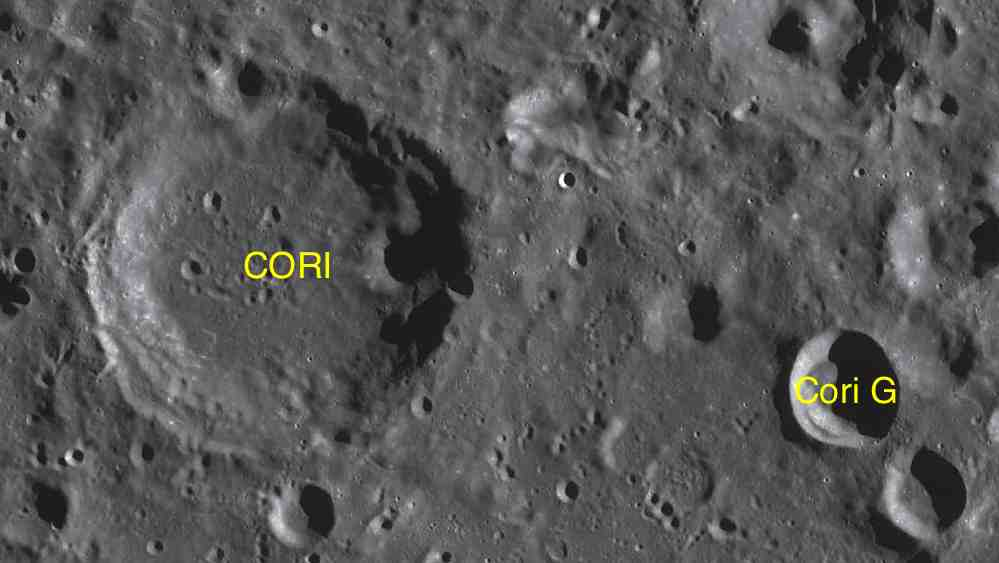
Фрагмент карты LAC-133.

| Кори | Координаты                                              | Диаметр, км |
| ---- | ------------------------------------------------------- | ----------- |
| G    | 50°59′ ю. ш. 147°52′ з. д. / 50,98° ю. ш. 147,87° з. д. | 20,5        |

## См.также
- Список кратеров на Луне
- Лунный кратер
- Морфологический каталог кратеров Луны
- Планетная номенклатура
- Селенография
- Минералогия Луны
- Геология Луны
- Поздняя тяжёлая бомбардировка